# Vasil Stojanov (pallavolista)
Vasil Stojanov (in bulgaro Васил Стоянов?; Sofia, 29 maggio 1979) è un pallavolista bulgaro.

## Biografia
Stoyanov cresce pallavolisticamente nella squadra bulgara dello Slavia Sofia, squadra che ha cresciuto, tra gli altri, Matej Kazijski. Per un po' di tempo fa la spola tra la Romania e la Bulgaria, giocando un anno a Cipro, nel Pafiakos V.C.. Nella stagione 2007-08 approda a Trento, dove vince lo scudetto, e l'anno successivo ritorna in Bulgaria per giocare nel Lukoil Neftochimic Bourga. Nella stagione 2009-2010 ha militato nel Città di Castello in Serie A2.

## Palmarès
- Coppa di Romania: 1

2004
- Coppa di Bulgaria: 2

2005, 2007
- Campionato cipriota: 1

2006
- Campionato bulgaro: 1

2007
- Campionato italiano: 1

2008